# Döllstedt
Döllstedt ist ein Ortsteil der Stadt Stadtilm im Ilm-Kreis (Thüringen) mit etwa 70 Einwohnern.

## Geographie
Döllstedt liegt in etwa 413 Metern Höhe rund 4,37 Kilometer östlich von Stadtilm. In der Ortslage bildet sich durch Zusammenführen mehrerer Abflussgräben der Deeschbach, der nördlich in Kleinhettstedt in die Ilm mündet. Unterhalb Döllstedts speist der Bach den Speicher Döllstedt, eine kleine Talsperre, die zur Brauchwasserentnahme für die Landwirtschaft dient. Westlich des Ortes liegt der 526,6 m hohe Döllstedter Berg, östlich erstreckt sich der 547 Meter hohe Große Kalmberg. Angrenzende Orte sind neben Kleinhettstedt im Norden auch Großliebringen im Südwesten, Nahwinden im Süden und Ehrenstein im Südosten.

## Geschichte
Döllstedt wurde am 23. Oktober 1210 erstmals urkundlich erwähnt.
Bis zum Jahr 1920 gehörte Döllstedt zu Schwarzburg-Rudolstadt (Oberherrschaft). Am 24. Januar 1974 wurde Döllstedt in die Gemeinde Nahwinden eingegliedert, die (zusammen mit Döllstedt) am 1. Juni 1996 einen Teil der neuen Gemeinde Ilmtal bildete. Diese wurde wiederum am 6. Juli 2018 nach Stadtilm eingemeindet.
Die Döllstedter Bauern waren einst bekannte Linsenanbauer.

## Sehenswürdigkeiten
In Döllstedt befindet sich eine evangelische Filialkirche des Kirchspiels Griesheim. Sie wurde 1870 auf den Grundmauern eines Vorgängerbaus vom Rudolstädter Baurat Rudolph Brecht im neugotischen Stil errichtet. Auf dem Westteil des Dachs ist ein kleiner verschieferter Dachturm aufgesetzt.
Bis 1704 bestand in Döllstedt ein Rittergut. Von ihm sind der Gewölbekeller sowie Teile der Außenmauern und des Wassergrabens erhalten.

## Wirtschaft und Verkehr
Döllstedt ist ein landwirtschaftlich geprägtes Dorf.
Unweit südlich des Ortes verläuft die Landesstraße Arnstadt–Rudolstadt, die den Ort mit Stadtilm und Nahwinden verbindet. Weitere Straßen führen nach Kleinhettstedt im Norden (K 8) und Großliebringen im Süden (K 10). Der nächste Bahnhof liegt etwa sechs Kilometer entfernt in Stadtilm an der Bahnstrecke Arnstadt–Saalfeld.